# Бреньково (Ярославская область)
Бреньково — деревня в Брейтовском районе Ярославской области. Входит в состав Брейтовского сельского поселения.

## География
Находится в северо-западной части Ярославской области на расстоянии приблизительно 1 км на юго-запад по прямой от административного центра района села Брейтово.

## История
В 1859 году здесь (деревня Мологского уезда Ярославской губернии) было учтено 20 дворов, в 1898 — 26.

## Население
Численность населения: 129 человек (1859 год), 40 (русские 90 %) в 2002 году, 27 в 2010.